# Robert Hugo
Robert Hugo (* 15. června 1962, Praha) je český varhaník, cembalista, dirigent, hudební teoretik především v oblasti barokní hudby a vysokoškolský pedagog. Od roku 1990 je titulárním varhaníkem a od 1991 regenschorim v kostele Nejsvětějšího Salvátora v Praze (Římskokatolická akademická farnost Praha). V roce 1992 založil hudební soubor zaměřující se na interpretaci staré hudby Capella Regia Musicalis, který v současnosti nese název Capella Regia.

## Životopis
Po ukončení Přírodovědecké fakulty Univerzity Karlovy v Praze, oboru fyzikální chemie, pokračoval studiem oboru hudební teorie, a také varhanní hudby u profesorů Milana Šlechty a Jaroslava Tůmy na Hudební fakultě Akademie múzických umění v Praze. Na Akademii staré hudby v Drážďanech studoval hru na cembalo. Na počátku 90. let učil na pražské konzervatoři, byl také dirigentem brněnského Janáčkova divadla, ve kterém uvedl československou premiéru operního díla Emilia de Cavallieriho s názvem „Rappresentatione di Anima e di Corpo“.
V teorii hudby se zaměřuje především na českou a německou barokní hudbu. Uskutečnil několik obnovených premiér skladeb Jana Dismase Zelenky, Giacoma Carissimi či Adama Václava Michny z Otradovic.
Je lektorem Akademie staré hudby na Masarykově univerzitě v Brně a vyučuje také na Vysoké škole pro duchovní hudbu v Görlitz.
Koncertně vystupuje zejména v České republice, Německu a Polsku.
Společně s Capella Regia dlouhodobě spolupracuje s krumlovským zámeckým divadle na uvádění oper v rámci Festivalu komorní hudby.

## Výběr diskografie
- Oratorium J. D. Zelenky: Penitenti al Sepolchro del Redentore (Panton)
- Adam Václav Michna z Otradovic: Svatováclavská mše (Popron Classic)
- Adam Václav Michna z Otradovic: Requiem (Studio Matouš),
- Varhanní koncerty F. X. Brixiho (Bonton / Panton)
- Rybova Česká vánoční mše (Polygram / Archiv Production)